# Demografía de África en la Antigüedad
Cálculo de la evolución de la población africana:
| Autor                  | 1 Población (millones) | 1000 Población (millones) | 1500 Población (millones) | 1600 Población (millones) | 1650 Población (millones) | 1700 Población (millones) | 1800 Población (millones) | 1820 Población (millones) | 1870 Población (millones) | 1900 Población (millones) | 1913 Población (millones) | 1950 Población (millones) |
| ---------------------- | ---------------------- | ------------------------- | ------------------------- | ------------------------- | ------------------------- | ------------------------- | ------------------------- | ------------------------- | ------------------------- | ------------------------- | ------------------------- | ------------------------- |
| Clark (1967)           | 23                     | 50                        | 85                        | 95                        | 100                       | 100                       | 100                       | -                         | -                         | 122                       | -                         | -                         |
| Durand (1997)          | 35                     | 37,5                      | 54                        | 55                        | -                         | -                         | -                         | -                         | -                         | 159                       | -                         | -                         |
| Biraben (1991)         | 26                     | 38                        | 87                        | 113                       | -                         | 107                       | 102                       | -                         | -                         | 138                       | -                         | 219                       |
| McEvedy & Jones (1984) | 16,5                   | 33                        | 46                        | 55                        | -                         | 61                        | 70                        | 74,2                      | 90,5                      | 110                       | 124,7                     | 205                       |
| Maddison (1989)        | 16,5                   | 33                        | 46                        | 55                        | -                         | 61                        | -                         | 74,2                      | 90,5                      | 110                       | 124,7                     | 228,3                     |
| Willcox (1960)         | -                      | -                         | -                         | -                         | 100                       | -                         | 100                       | -                         | -                         | 141                       | -                         | -                         |
| Carr-Saunders (1964)   | -                      | -                         | -                         | -                         | 100                       | -                         | 90                        | 92                        | 104,3                     | 120                       | -                         | 207                       |

Población de África por regiones hasta 1820 (por miles):
| Región                           | 1      | 1000   | 1500   | 1600   | 1700   | 1820   |
| -------------------------------- | ------ | ------ | ------ | ------ | ------ | ------ |
| Egipto                           | 4.000  | 5.000  | 4.000  | 5.000  | 4.500  | 4.194  |
| Marruecos                        | 1.000  | 2.000  | 1.500  | 2.250  | 1.750  | 2.689  |
| Argelia                          | 2.000  | 2.000  | 1.500  | 2.250  | 1.750  | 2.689  |
| Tunicia                          | 800    | 1.000  | 800    | 1.000  | 800    | 875    |
| Libia                            | 400    | 500    | 500    | 500    | 500    | 538    |
| Norte de África                  | 8.200  | 10.500 | 8.300  | 11.000 | 9.300  | 10.985 |
| Sahel                            | 1.000  | 2.000  | 3.000  | 3.500  | 4.000  | 4.887  |
| Resto África Occidental          | 3.000  | 7.000  | 11.000 | 14.000 | 18.000 | 20.777 |
| África Occidental                | 4.000  | 9.000  | 14.000 | 17.500 | 22.000 | 25.664 |
| Etiopía y Eritrea                | 500    | 1.000  | 2.000  | 2.250  | 2.500  | 3.154  |
| Sudán                            | 2.000  | 3.000  | 4.000  | 4.200  | 4.400  | 5.156  |
| Somalia                          | 200    | 400    | 800    | 800    | 950    | 1.000  |
| Resto África Oriental            | 300    | 3.000  | 6.000  | 7.000  | 8.000  | 10.389 |
| África Oriental                  | 3.000  | 7.400  | 12.800 | 14.250 | 15.850 | 19.699 |
| Angola, Congo y Equatoria        | 1.000  | 4.000  | 8.000  | 8.500  | 9.000  | 10.757 |
| Malaui, Zambia, Zimbabue         | 75     | 500    | 1.000  | 1.100  | 1.200  | 1.345  |
| Mozambique                       | 50     | 300    | 1.000  | 1.250  | 1.500  | 2.096  |
| Sudáfrica, Lesotho y Suazilandia | 100    | 300    | 600    | 700    | 1.000  | 1.550  |
| Namibia y Botsuana               | 75     | 100    | 200    | 200    | 200    | 219    |
| Madagascar                       | 0      | 200    | 700    | 800    | 1.000  | 1.683  |
| Océano Índico                    | 0      | 0      | 10     | 20     | 30     | 238    |
| África del Sur                   | 300    | 1.400  | 3.510  | 4.070  | 4.930  | 7.131  |
| África                           | 16.500 | 32.300 | 46.610 | 55.320 | 61.080 | 74.236 |

## Norte de África
En las actuales Marruecos, Argelia y Túnez que fueron en su tiempo los graneros del Italia romana, se calculan que vivían de 3 a 5 millones de personas durante el esplendor de la República Cartaginesa, pero a causa de las guerras púnicas esta se redujo mucho, sobre todo con la destrucción de la propia Cartago en el 146 a. C. Probablemente perdió más de un millón de personas, por las batallas, asedios, masacres de civiles y prisioneros, además de que muchos cartagineses sobrevivientes fueron vendidos como esclavos en Italia e Hispania.
Su principal ciudad era Cartago, que tenía entre 200.000 y un millón de habitantes.
En el 146 a. C. la ciudad es sitiada por los romanos, solo 50.000 de los 700.000 habitantes sobrevivieron para ser vendidos como esclavos.
A fines de la república romana la población era de 4,2 millones, lo que indica que se estaba recuperando gracias a los excedentes agrícolas. Durante el imperio la población creció quizá a 6,8 millones de personas aunque descendió con la caída del imperio siendo de solo 2,5 a 3 millones y la invasión de los vándalos y la conquista árabe (en la Edad Media era de 5,5 millones de personas).
En la Cirenaica la población probablemente llegó hasta los 240.000 a 300.000 habitantes durante la antigüedad (100.000 a 150.000 en las ciudades, con grandes comunidades grecojudías) y llegó a 500.000 en el siglo IV.
Durante el siglo I entre el Marruecos central y el oeste de Libia vivían 10.000 a 20.000 colonos romanos.
En el siglo XI unos 200.000 árabes y beduinos (protegidos por un ejército de 50.000 hombres) fueron enviados a poblar y asegurar las regiones de Egipto y el Magreb, siendo llamados hilalianos.
En el siglo XVI la población del norte africano era de 2 o 3,5 millones de personas.

## Antiguo Egipto
En el caso del Antiguo Egipto, durante el Imperio Antiguo se estima en un millón de personas; en el Imperio Medio era de 1,5 a 2 millones.
Pero esta creció, y durante el Imperio Nuevo, en la época de Ramsés II, se estima que la población pasó de 2,5 a unos 5 millones de habitantes, y gracias a la gran productividad agrícola y estabilidad política y social, aumentó de 3 a 6 millones durante el dominio persa. Algunas fuentes calculan que la población egipcia llegó a 7 u 8 millones en el Imperio Medio y sufrió una fuerte reducción con la caída de dicho imperio.
En la época ptolemaica se estimaba de 4 a 7 millones, según el historiador griego Diodoro Sículo, en el siglo I a. C.
Durante la época romana el país fue el granero del imperio junto al resto del norte de África, la población urbana también creció, si en el año 1400 a. C. Amarna, la capital, tenía unos 50 000 habitantes, en el año 30 a. C. Alejandría, la nueva capital, tendría entre 0,5 y 1 millón de habitantes. En esta provincia el cristianismo se desarrolló con gran popularidad, en el siglo IV había un millón de cristianos.
Durante la dominación romana la población siguió aumentando, hasta los 8 millones (una cifra que solo volvió a alcanzar durante la dominación británica a fines del siglo XIX), pero con la decadencia imperial, debido a las dificultades comerciales y económicas para la obtención de alimentos, mucha gente emigró al campo en busca de sustento; un fenómeno similar ocurrió en todo el imperio hasta inicios de la Edad Media, llegando a tener solo 6,5 a 8 millones de habitantes en tiempos del dominio árabe.

## Nubia
El país de Nubia (actual zona sur de Egipto y norte de Sudán) fue la principal región del África negra que conectó con el mundo antiguo clásico. Fue invadido varias veces por los reyes egipcios, aunque durante la dinastía XXV, los nubios invadieron Egipto. También los etíopes invadieron el país.
Seneferu, faraón del Imperio Antiguo de Egipto, según la Piedra de Palermo, realizó campañas contra los libios y nubios con mucho éxito, en el caso de los primeros capturó un total de 13.100 prisioneros mientras que con los segundos se tomó 7.000 prisioneros, una cifra enorme si se tiene en cuenta que la población de la Nubia egipcia de aquella época se estima en apenas 50.000 pobladores, a los que además se les quitaron 200.000 cabezas de ganado.
Durante el Imperio Nuevo tenía 400.000 habitantes, Egipto tenía una diez veces más población que Nubia.
La capital nubiana de Kerma tenía 10.000 habitantes.
El reino de Kush tenía una población de 100.000 personas en bajó el reinado de Ramsés XI mientras que en el 525 a. C. la población del reino de Meroe tenía alrededor 500.000 habitantes aproximadamente. En el actual territorio de Sudán vivían unas 500.000 personas en el siglo XXI a. C. y cerca de un millón en 1500.
El reino de Kush se refundó en el 591 a. C. y desapareció en el año 350, para esa fecha se estima que el reino tenía 1.150.000 habitantes.
Su población se estima en 1.000.000 de habitantes en 1822.

## África negra
No existen datos fiables, pero se estiman en entre 16 (Maddison) a 35 millones (Durrand); incluyendo en ambos casos el Magreb y Egipto (siglo I) suponiendo que ambos tenían de 8 a 11 millones de habitantes.
De hecho el único cálculo confiable estima en 12 millones de africanos subsaharianos cuando murió Augusto (año 14), pasando a ser 79 millones en 1500.
Entre 1300 y 1500 la población de los pueblos bantués pasó de 21 a 30 millones.
El tráfico esclavista costó al continente entre 40 y 100 millones de habitantes, hacia 1900 la población era de alrededor de 100 millones.
En 1650 quedaban solo 500.000 nativos en el Reino del Congo, actual norte de Angola (un quinto en torno a la capital M'banza-Kongo).
Además en el Imperio de Malí cerca de 9 millones fueron traficados desde África Occidental al Magreb camino Sahara pero la mitad sobrevivió al viaje.
En la actual Namibia los hereros eran al menos unos 40.000, aunque la mayoría de las fuentes hablan de 80.000 a 100.000 (1904), tras la represión alemana a su rebelión quedaban solo 15.000 en 1911.
Los namas eran en 1904 unas 20.000 personas, y también se rebelaron a la colonización alemana, tras la guerra y represión posterior su población se vio reducida a la mitad. En esas mismas fechas el imperio etíope tenía 3 a 4 millones de habitantes.
En 1769 el explorador escocés James Bruce estimó la población de los falashas en 100.000 personas, un número muy disminuido comparado con el medio millón calculados en siglos anteriores. En 1900 su número había caído a solo 60.000 o 70.000, producto del hambre, desastres naturales o por conversión forzada al cristianismo.
Por su parte la región de Gambia bajo dominio inglés, la costa, alcanzaba cerca de 50.000 pobladores nativos y 500 europeos en las mimas fechas.
Entre los siglos XVIII y XIX la ciudad de Djenné alcanzó su mayor población, 20 000 habitantes, era y es un importante centro religioso gracias a su Gran Mezquita y comercial por su ubicación estratégica en la ruta de las caravanas; en el 250 a. C. tenía 20.000 pobladores.
Por su parte la ciudad-puerto de Sofala en el actual Mozambique tenía durante el siglo XVI unos 10.000 habitantes.
Hacia 1843 se estimaba que en Mogadiscio la población era de 5.000 personas, dos tercios de ellas eran esclavos, y anualmente se exportaban cerca de 4.000 esclavos.
Los ijaw eran un pueblo que se encuentra en el delta del Níger, sus ciudades principales tenían entre 5.000 y 10.000 habitantes en el siglo XVIII como Bonny.
En torno al año 500 la ciudad etíope de Aksum tenía 20.000 habitantes y cubría 250 acres.
Elmina en la Costa de Oro tenía 4.000 habitantes a principios del siglo XVII y creció a 15.000 para el siguiente siglo gracias al comercio con los europeos.
Durante la primera mitad del siglo XIX la ciudad de Zeila, en la actual Somalia tenía entre 1.000 y 3.000 habitantes mientras que la urbe etíope de Gondar tenía en el siglo XVII tenía 60.000 pobladores.
En 1817 Senegal tenía dos colonias (pequeñas islas cerca de la costa del continente), Saint Louis tenía 1.401 habitantes en 1758 y más de 9.000 en 1819 (60% eran esclavos) y la isla de Gorea pasó de 1.044 pobladores en 1767 a 3.268 en 1810 (70% eran esclavos).
A inicios del siglo XIX el reino de Wólof en el actual Senegal se dividía en los siguientes reinos (administrándose con un tipo de gobierno federal): Kayor con 180.000 habitantes (pueblo jalof), Saloum con 300.000 habitantes y Barra con 200.000 personas, había también un fuerte francés esta en la isla de Gorea estaba poblado por 7.000 personas.
En el delta del río Níger existían una gran cantidad de ciudades-estado de los igbos que terminarían por formar la confederación Aro a fin de controlar el comercio de esclavos. Viejo Calabar en el siglo XVIII tenía 1.000 a 5.000 habitantes, la ciudad fue fundada de nuevo en otro sitio y terminó por absorber en su zona urbana a los pueblos vecinos, como Duke City y Creek Town, en 1858 vivían 4.000 y 3.000 personas en ellas respectivamente, en la primera en 1831 habitaban 6.000 personas.
Brass Town formaba parte de Nuevo Calabar, era un puerto dividido en dos partes, cada una de mil habitantes en la primera mitad siglo XIX, desde el cercano puerto-ciudad de Bonny se exportaban cerca de 20.000 esclavos cada año, aquella ciudad tenía cerca de 6.000 residentes.
Las villas cercanas de Cooloo, Inga y Embomma tenían 300 a 600 habitantes.
Al sur del Congo se hallaba la antigua ciudad y reino de Benguela bajo el dominio portugués, desde ahí se exportaban 18.000 a 20.000 esclavos hacia Brasil, la población de la ciudad apenas era de 3.000 personas, en su mayoría negros y mulatos.
Las ciudades de Abomey, Lagos y Porto Novo alcanzaban los 7.000 a 10.000, 5.000 y 15.000 habitantes respectivamente en aquellos tiempos.
Esta última exportaba 10 a 20.000 esclavos anuales.
En 1881 al llegar los primeros exploradores europeos a la región donde se encuentra actualmente Kinshasa esta estaba poblada por 30.000 personas en 66 aldeas dispersas.
Monrovia tenía 1.500 habitantes en 1830 y en Senegal tenía a inicios de ese mismo siglo en las ciudades de Timbo 7.000 pobladores y en la de Laby unos 5.000.
La isla de Mauricio tenía 18.777 en 1767, 29.761 en 1777, 40.439 en 1787, 20.000 en 1792, 59.020 en 1797, 65.000 en 1799 77.768 en 1807, 97.847 en 1817, 92.631 en 1827 y 89.616 en 1832.
Los kaffirs eran unas 60.000 personas en 1834, 12.000 de ellos eran guerreros.
Hacia el año 1900 las ciudades etíopes de Harer y Adís Abeba tenían 40.000 habitantes cada una.
En 1911 se estima que la Somalilandia Británica tenía unos 300.000 pobladores.
A mediados del siglo XVIII se estima que se exportaban 60.000 esclavos desde Etiopía cada año pero llegaban al Nuevo Mundo en promedio solo 13.000.
La capital del reino de Bamum (norte de Camerún) tenía 50.000 habitantes al producirse la colonización europea, por esa época la ciudad de Umor de los igbos tenía 10.000 habitantes.
El reino de Burundi tenía 804.000 pobladores en el siglo XVI, 1.435.000 en 1890 y 1.464.000 en 1895.
En Etiopía el reino de Gera la población era en 1880 de 15.000 a 16.000 personas, una población de un tamaño similar contaba el vecino reino de Gomma en la misma época y el de Gumma unos 50.000.
En el sudeste de Nigeria los pobladores formaban entre las distintas aldeas grandes confederaciones que podía tener hasta 75.000 personas en la época previa a su colonización.